# Конвенція про охорону дикої флори та фауни і природних середовищ існування в Європі
Бернська Конвенція про охорону дикої флори та фауни і природних середовищ існування в Європі (англ. Convention on the Conservation of European Wildlife and Natural Habitats) від 1979 року набула чинності першого червня 1982-го.
Зараз[коли?] конвенція підписана 39-ма державами, що входять до Ради Європи, а також Європейським Союзом, Монако, Буркіна-Фасо, Марокко, Тунісом та Сенегалом. Алжир, Білорусь, Боснія і Герцеговина, Кабо-Верде, Ватикан та Росія є країнами, котрі не підписали конвенцію, та мають статус спостерігача на засіданнях її виконавчого комітету. Україна ратифікувала із застереженнями

## Мета й завдання
Мета конвенції:
- Збереження дикої флори та фауни та їхніх природних місцеперебувань;
- Заохочення співпраці між державами в галузі охорони природи;
- Моніторинг і контроль стану вразливих видів і видів, що перебувають під загрозою зникнення;
- Допомога у виданні законодавчих актів та проведенні наукових досліджень з охорони природи.

1992 року для виконання Бернської конвенції Європейський Союз створив на своїй території мережу природоохоронних територій Natura 2000. 1998 року з цією ж метою Рада Європи створила Смарагдову мережу, яка діє як доповнення до Natura 2000 поза межами Євросоюзу. Вона складається з територій особливого природоохоронного значення (Areas of Special Conservation Interest, ASCIs).
Ця програма також здійснює моніторинг і контроль стану видів, що перебувають під загрозою зникнення, та надає допомогу в законодавчій і науковій сферах.

## Додатки
Види, що підлягають захисту, в рамках Бернської конвенції розподілені на чотири додатки.
- Види флори, що підлягають суворій охороні (Додаток І)
- Види фауни, що підлягають суворій охороні (Додаток ІІ)
- Види фауни, що підлягають охороні (Додаток ІІІ)
- Заборонені методи забиття, відлову та інших форм експлуатації тварин та рослин (Додаток IV)

Всі додатки регулярно переглядаються та виправляються Постійним Комітетом, який керується порадами численних експертних груп.
До Додатків конвенції включено всі види європейських рептилій та амфібій, а також більшість видів птахів.